# 莱涅莱布瓦
莱涅莱布瓦（法語：Leigné-les-Bois，法語發音：[lɛɲe le bwa]）是法国新阿基坦大区维埃纳省的一个市镇，位于该省东北部，属于沙泰勒罗区。

## 地理
莱涅莱布瓦（46°45'34"N, 0°42'23"E）面积29.97 平方千米，位于法国新阿基坦大区维埃纳省，该省份为法国中西部省份，北起曼恩-卢瓦尔省和安德尔-卢瓦尔省，西接德塞夫勒省，南至夏朗德省，东南接上维埃纳省，东临安德尔省。
与莱涅莱布瓦接壤的市镇（或旧市镇、城区）包括：舍讷韦勒、库赛莱布瓦、普勒马丹、拉罗什波赛、瑟尼耶-圣索沃尔。

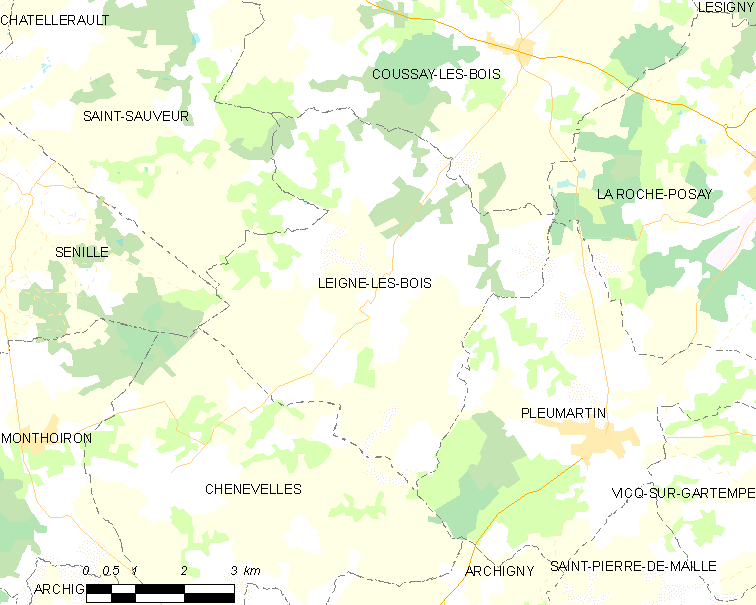
莱涅莱布瓦的OSM定位图

莱涅莱布瓦的时区为UTC+01:00、UTC+02:00（夏令时）。

## 行政
莱涅莱布瓦的邮政编码为86450，INSEE市镇编码为86125。

## 政治
莱涅莱布瓦所属的省级选区为沙泰勒罗第三县。

## 人口

1962-2008年间莱涅莱布瓦人口变化图示

莱涅莱布瓦于2022年1月1日时的人口数量为565人。